# 風が吹く街
『風が吹く街』（かぜがふくまち）は、ラックライフのメジャー3作目のシングル。2016年11月2日にLantisから発売された。

## 概要
前作「初めの一歩」から約4か月振りのリリース。
表題曲「風が吹く街」は、テレビアニメ『文豪ストレイドッグス』第2シーズンエンディングテーマ。同作とのタイアップはメジャーデビューシングル「名前を呼ぶよ」以来2度目。
2クール連続起用について「それだけ認めてもらえてるんやって思うと、めちゃめちゃ頑張れますよね。すごく嬉しかったです。」と語っている。

## 収録曲
（全作詞・作曲：PON、編曲：ラックライフ） 
1. 風が吹く街
テレビアニメ『文豪ストレイドッグス』第2シーズンエンディングテーマ
2. journey
3. デイルニハ